# Laurel (Iowa)
Laurel è un comune degli Stati Uniti d'America, situato nello Stato dell'Iowa, nella contea di Marshall.